# Eilema cribrata
Eilema cribrata är en fjärilsart som beskrevs av Otto Staudinger 1887. Eilema cribrata ingår i släktet Eilema och familjen björnspinnare. Inga underarter finns listade i Catalogue of Life.